# Automuseum Prototyp
Das Automuseum Prototyp ist ein privates Automuseum in Hamburg. Der Schwerpunkt liegt auf der Präsentation von frühen Porsche-Konstruktionen, Sport- und Rennwagen der deutschen Nachkriegszeit sowie deren Konstrukteuren und Fahrern.

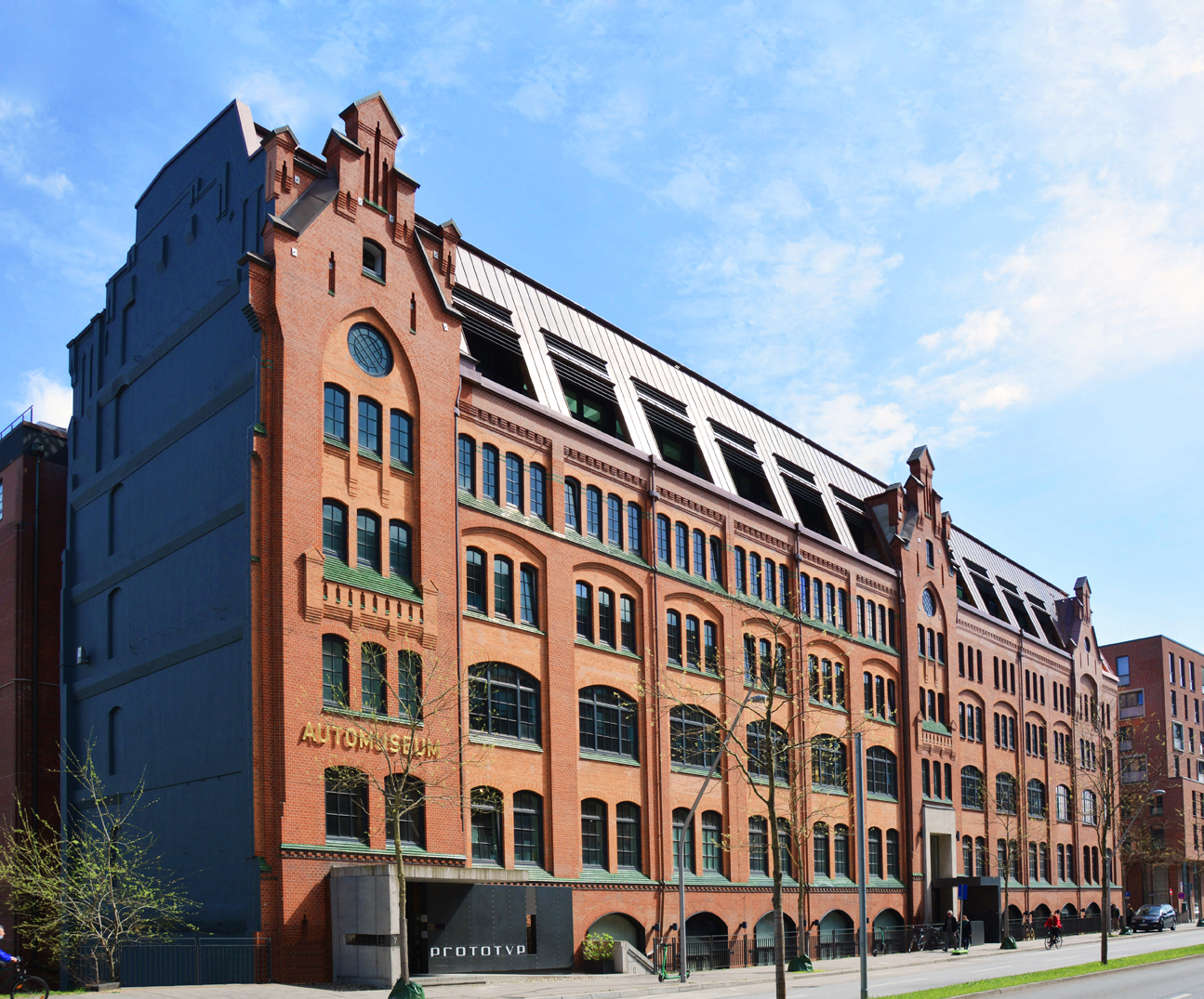
Außenansicht vom Automuseum Prototyp (2022)

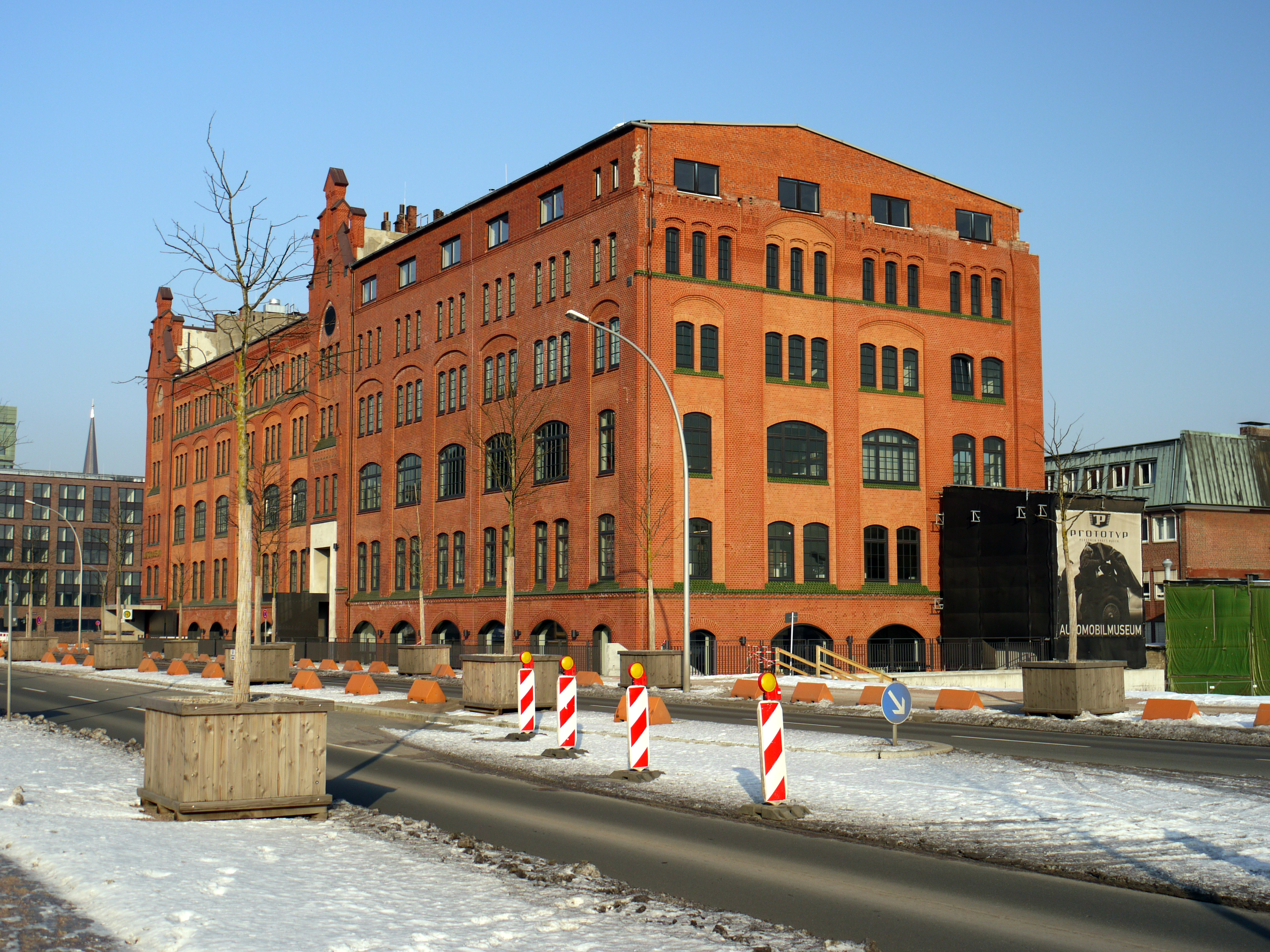
Automuseum Prototyp im ehemaligen Fabrikgebäude an der Shanghaiallee (2010)

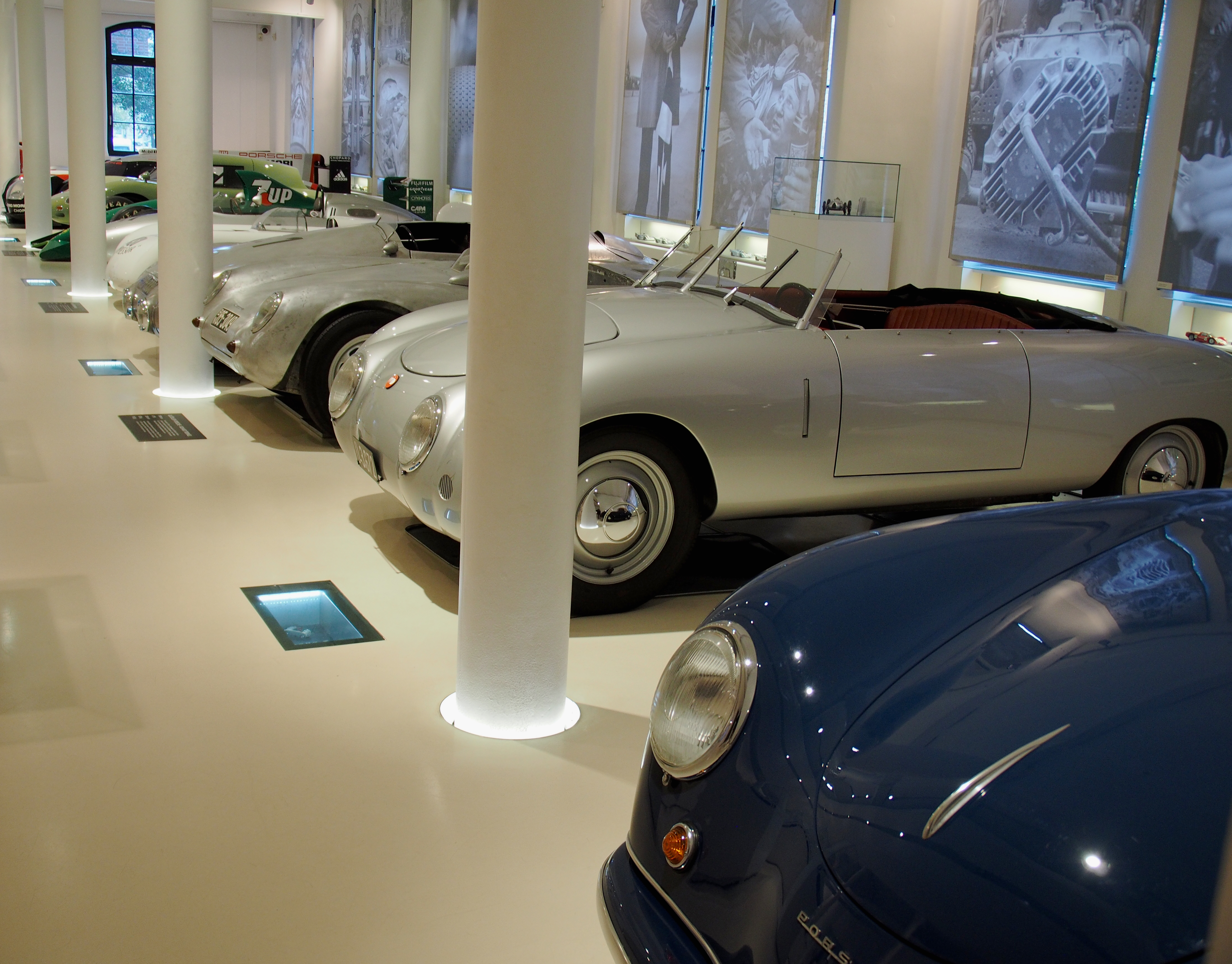
Porsche-Parade im Museum

## Geschichte und Gebäude
Die Idee, historischen Fahrzeugen ebenso viel Bedeutung und Raum zu geben wie den Menschen, die mit ihrer Leidenschaft den Motorsport groß gemacht haben, setzten Thomas König und Oliver Schmidt bei der Gründung des Automuseums in die Tat um. In jahrelanger Arbeit bauten sie die Sammlung auf und entwickelten das Konzept des Museums: Geschichten erzählen Geschichte. Auf diesem Gedanken basiert das museumseigene Motto Personen. Kraft. Wagen. Es lädt das gängige Kürzel PKW mit Bedeutung auf: Jedem der drei Elemente des Begriffs wird die gleiche Wertigkeit zuteil. Das Museum wurde am 12. April 2008 eröffnet. Es befindet sich in der HafenCity im denkmalgeschützten ehemaligen Fabrikgebäude der Harburger Gummi-Kamm-Compagnie, das zwischen 1902 und 1906 errichtet wurde und in der Nähe des Internationalen Maritimen Museums Hamburg liegt.

## Ausstellung
Die Fahrzeuge werden ohne störende Barrieren oder Glasscheiben in Szene gesetzt. Die präsentierten Automobile befinden sich auf drei Ebenen mit einer Ausstellungsfläche von 2500 m². Das Museum will die Faszination des Automobils umfassend zeigen, daher das Motto Personen. Kraft. Wagen. Einen Schwerpunkt der Sammlung bilden etwa 55 Automobile, Motoren und Modelle von Sport- und Rennwagen von z. B. Porsche und Volkswagen, größtenteils aus den 40er-, 50er- und 60er-Jahren des 20. Jahrhunderts sowie moderne Exponate wie der Prototyp für Audis Le-Mans-Fahrzeuge ab 1999 oder Michael Schumachers erster Formel-1-Rennwagen. In der Sammlung findet der Besucher viele Besonderheiten und Unikate wie beispielsweise den Porsche Typ 64 Berlin-Rom-Wagen, den ältesten erhaltenen in Deutschland gebauten Porsche 356 aus dem Jahr 1950, den Formel-Rennwagen mit Porsche Spyder Boxermotor von Otto Mathé oder den Weltrekordwagen von Petermax Müller, mit einem auf dem Chassis eines VW-Kübelwagens installierten getunten 78 PS Käfermotor.
Seit 2015 wurden Teile der Sammlung aus dem aufgelösten Trips-Museum, in der ehemaligen Villa Trips an der Burg Hemmersbach,  übernommen. Darunter sein Arbeitszimmer, sowie die Prototypen der von Gerhard Mitter getunten „TCA“ (Trips-Colotti-Auto-Union) Formel Junior-Rennwagen und eins seiner in den späten 1950er Jahren aus den USA mitgebrachten Renn-Karts, die er auf seiner eigenen Bahn einsetzte.
Graf Trips beauftragte den italienischen Konstrukteur Valerio Colotti einen Formel Junior-Rennwagen mit Auto Union-Technik zu bauen. Der sollte an junge deutsche Rennfahrer verkauft bzw. verliehen werden. Er erhielt den Namen „TCA“ (Trips-Colotti-Auto Union). Mithilfe des Ferrari-Karosseriebauers Fantuzzi entstand der Wagen im Frühjahr 1960. Am 20. April 1961 verunglückte der junge Rennfahrer Erich Bode bei Testfahrten auf dem Nürburgring damit tödlich. Danach blieb das Auto unrestauriert. Es befindet sich jetzt im Automobilmuseum Prototyp (Hamburg).

Prototyp TCA Nr. 001
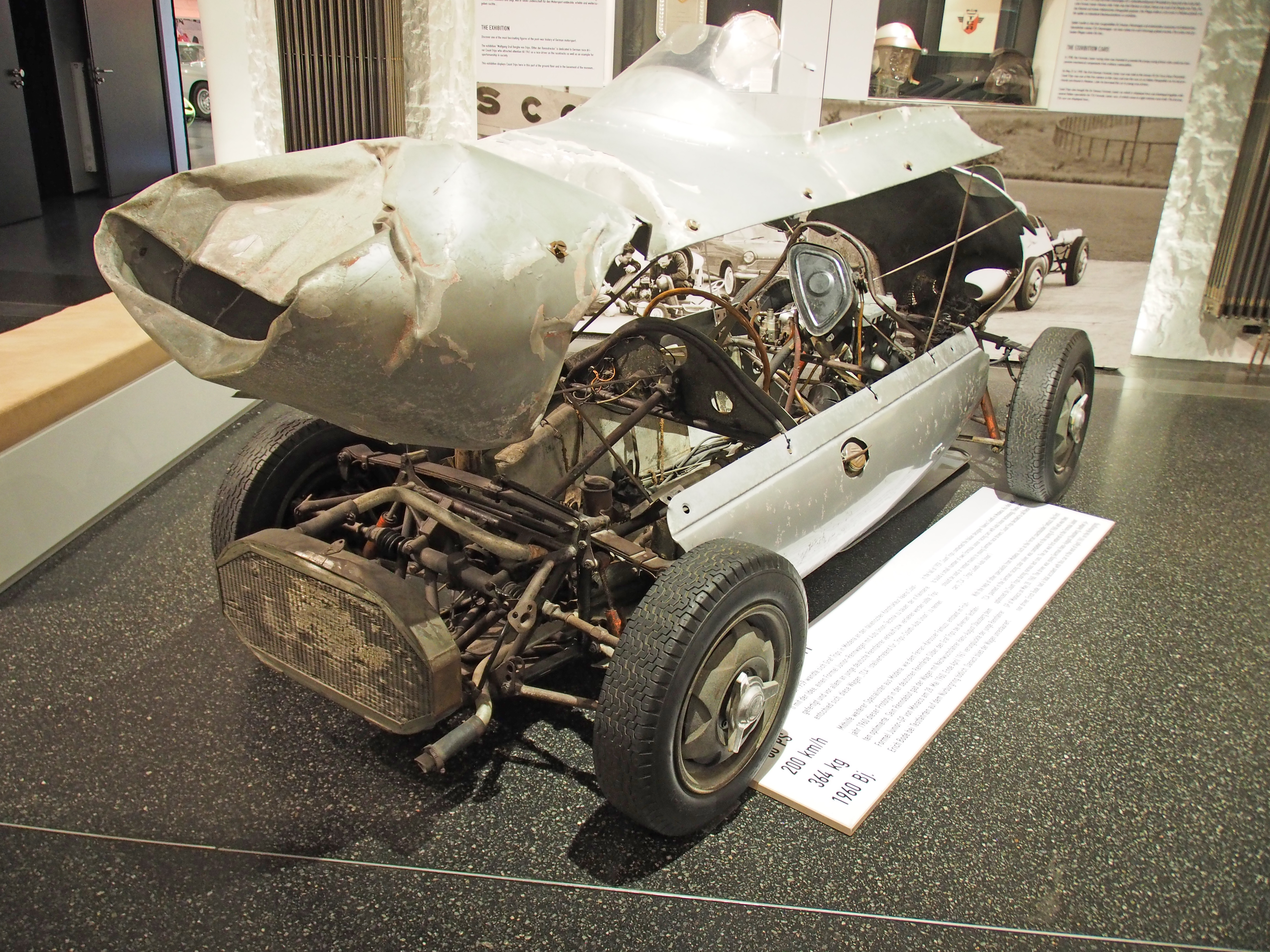
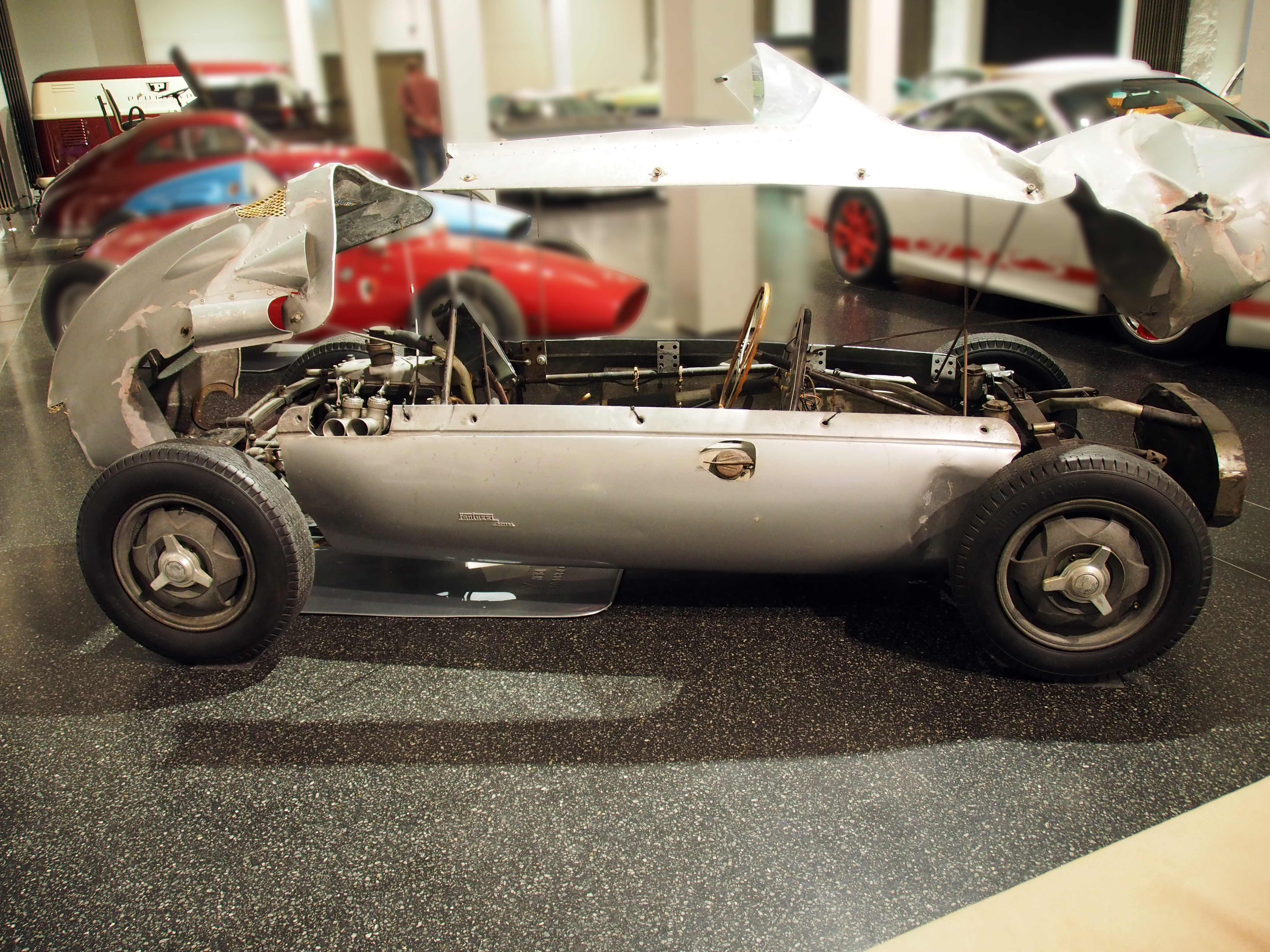

Interessante Einblicke in den Alltag und auf die Schicksalsschläge der Rennfahrer und Konstrukteure bieten kleine Exponate in Vitrinen und informative Texttafeln, die zum Teil in den im Boden eingelassenen Displays angezeigt werden. Das Ausstellungskonzept beinhaltet außerdem ein Kino, einen Modell-Windkanal, eine Audiobox mit individuell wählbaren Sounds von Rennmotoren, eine Bibliothek u. a. mit digitalisierten Rennfahrer-Fotoalben, eine gläserne Werkstatt sowie einen Porsche 356-Fahrsimulator. Wechselnde Sonderausstellungen sowie eine Fotogalerie runden die umfassende Präsentation ab.
Die Gründer des Museums sehen ihr Unternehmen selbst als eine Art Prototyp, das gleichermaßen Motorsport- wie Design-Interessierten einen Treffpunkt zum Staunen, Freuen und Fachsimpeln bietet.